# Kruiend ijs

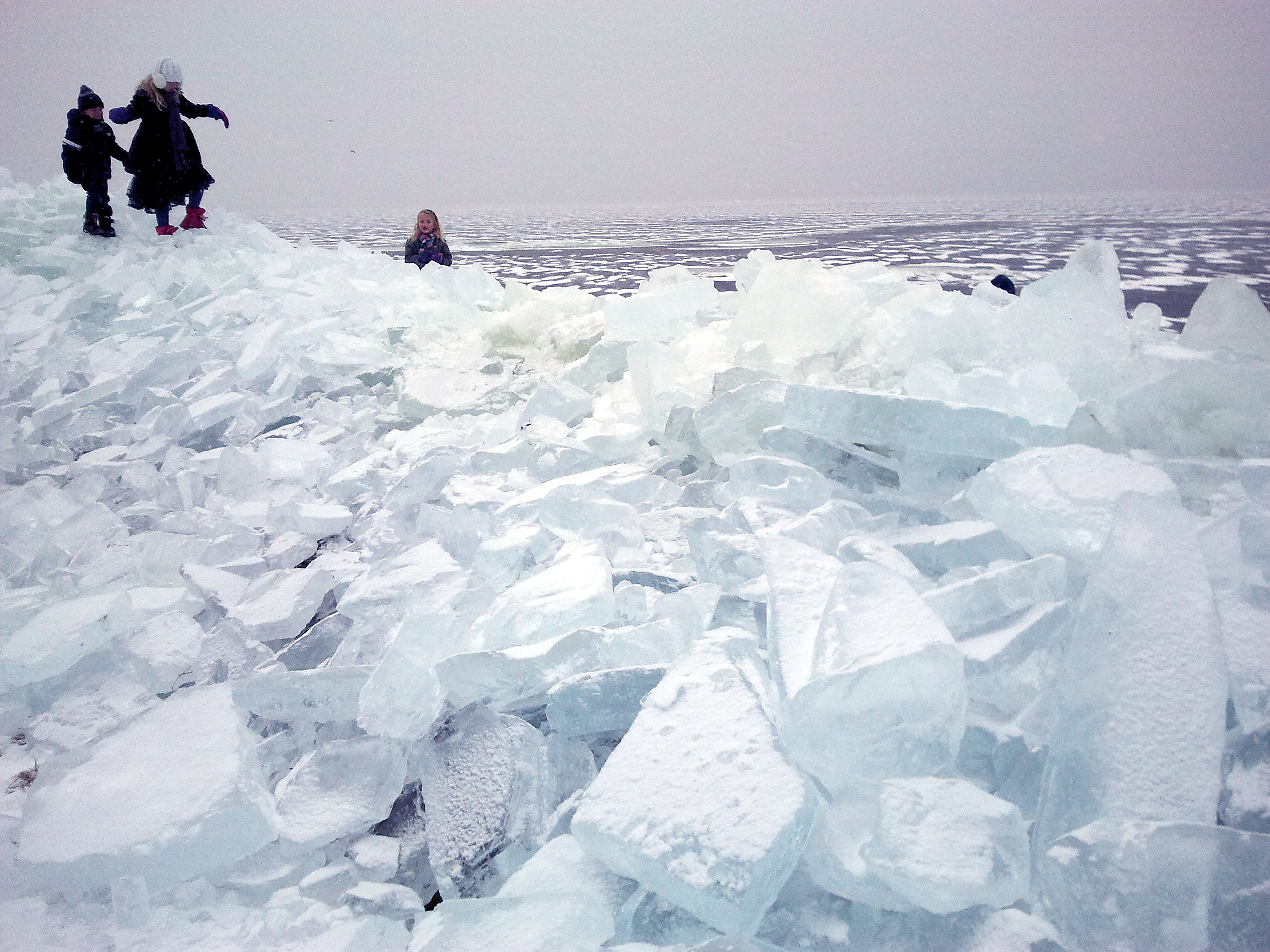
Kruiend ijs (kistwerk) tegen de dijk nabij de vuurtoren van Urk op 12 februari 2012

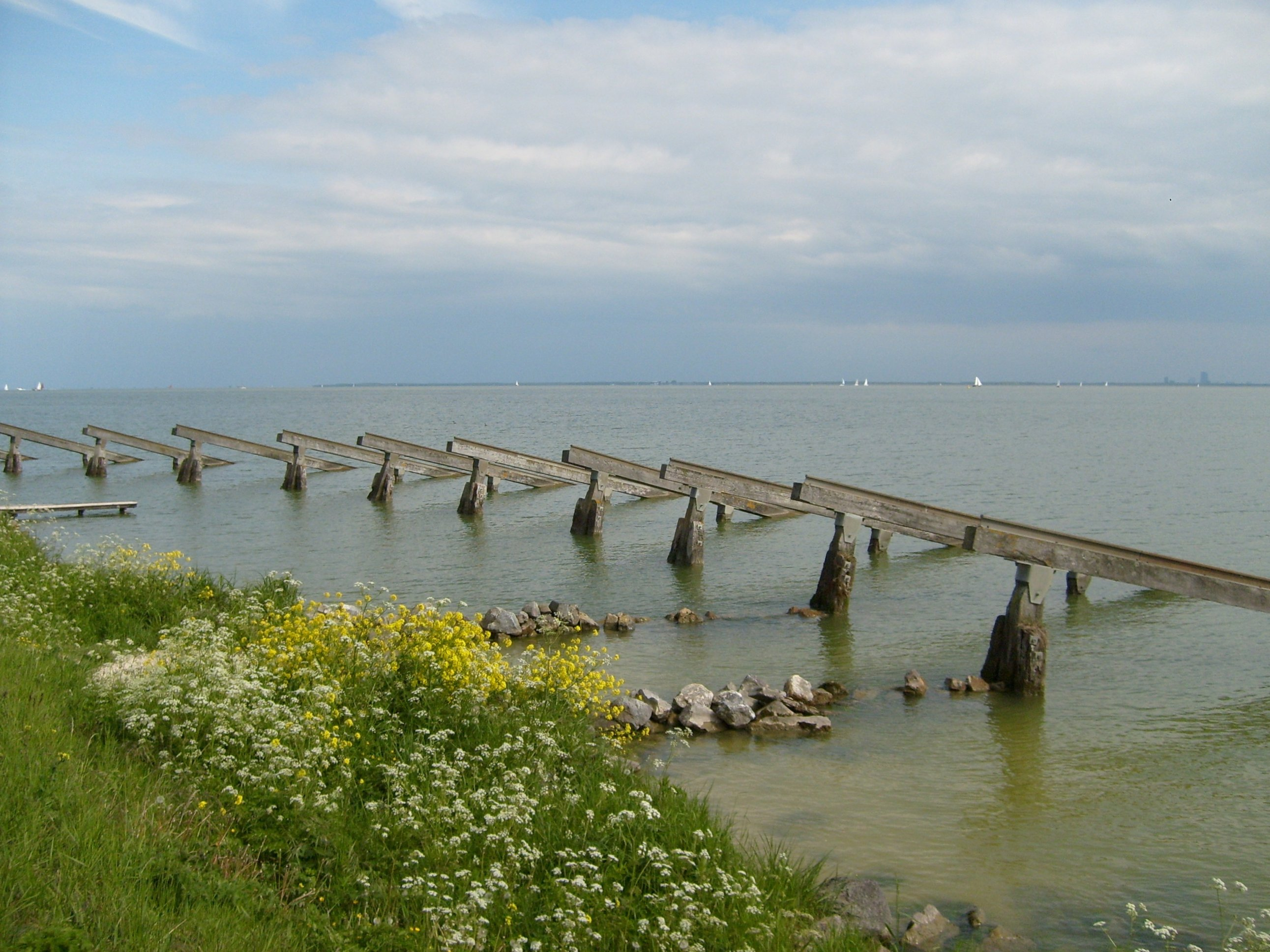
IJsbrekers ter bescherming van de dijk van het eiland Marken

Kruiend ijs duidt op ijsschotsen die vaak het gevolg zijn van harde wind na een flinke vorstperiode. Boven meren of andere grote wateroppervlakken, zoals het IJsselmeer of de Waddenzee, krijgt de wind vat op de enorme ijsvelden, die dan in beweging komen. De ijsplakken worden door de wind over een grote afstand tegen elkaar geduwd, waardoor de spanning over de hele lengte toeneemt. De krachten die daarbij optreden zijn enorm. De grote ijsplaten worden moeiteloos tegen de zwaartekracht in omhooggeduwd en kunnen zo over dijken heenschuiven. De ijsblokken of -velden kunnen ijsdammen opwerpen als ze over elkaar schuiven, kistwerken genaamd. Kistwerken ontstaan vooral in scherpe bochten of bij obstakels.
Kruiend ijs kan in een rivier ijsdammen vormen en zo het water opstuwen; nogal wat dijkdoorbraken waren daar het gevolg van. Het ijs kan ook dijken beschadigen. De scheepvaart ondervindt veel hinder van kruiend ijs. Ook schepen kunnen grote schade oplopen.
De naweeën van een ijsperiode kunnen vanwege kruiend ijs en langzaam smeltende ijsrestanten lang duren en de temperatuur tot ver in het voorjaar drukken. Kronieken over koude winters eindigen vaak met spectaculaire verhalen over kruiend ijs en ijsbergen. Na de koude winter van 1996 vormden zich metershoge kistwerken langs sommige dijken, vooral langs het IJsselmeer.
Na de zeer koude winter van 1939-1940 werden bij Edam ijsschotsen van ruim een halve meter dik over de dijk geschoven en achter de dijk vormden zich bergen van ijs van tien meter hoogte. Na de strenge winter van 1941-1942 kwam Ameland pas eind maart na zeventig dagen uit zijn isolement. Spectaculair was ook de nawerking van de koude in februari 1929: eind maart slaagt de postboot er nog niet in om van Enkhuizen naar Urk te varen.